# 228年
| 千纪： | 1千纪                                                                                           |
| 世纪： | 2世纪 \| 3世纪 \| 4世纪                                                                         |
| 年代： | 190年代 \| 200年代 \| 210年代 \| 220年代 \| 230年代 \| 240年代 \| 250年代                       |
| 年份： | 223年 \| 224年 \| 225年 \| 226年 \| 227年 \| 228年 \| 229年 \| 230年 \| 231年 \| 232年 \| 233年 |
| 纪年： | 戊申年（猴年）；曹魏太和二年；蜀汉建兴六年；东吴黄武七年                                        |

## 大事记
- 中国
  - 1月，司馬懿進攻新城，一個月多攻克，斬殺孟達。
  - 春天，蜀漢大臣諸葛亮進行第一次北伐，漢军一度取得南安、天水及安定三郡，史稱天水之亂。
  - 曹魏天水郡參軍姜維投奔蜀漢。
  - 街亭之戰馬謖因違反軍令，為張郃所破，蜀軍進退無據，不得已放棄隴右三郡，退守漢中。
  - 遼東太守公孫恭被長大成人的姪兒公孫淵脅逼退位並囚禁。
  - 周魴詐降曹魏，指出吳國可破，大司馬曹休中计，以十万步骑朝向皖城接应，司马懿取江陵，贾逵取东关，以三路袭取吴国。8月，孙权委任陆逊为大都督，迎击曹休，雙方决战於石亭，大敗曹休，一舉擊潰魏國十萬兵馬，史稱石亭之戰。
  - 12月，蜀漢大臣諸葛亮趁石亭之战之機實行第二次北伐以分散東吳在荊州方面的壓力，率軍包圍陳倉，是為陳倉之圍，最終因未能攻克陳倉而自行撤軍。

## 各国领袖

### 亞洲
- 中國（三国）
  - 蜀漢皇帝：后主刘禅（223年－263年）
    - 蜀漢丞相：诸葛亮（221年－234年）

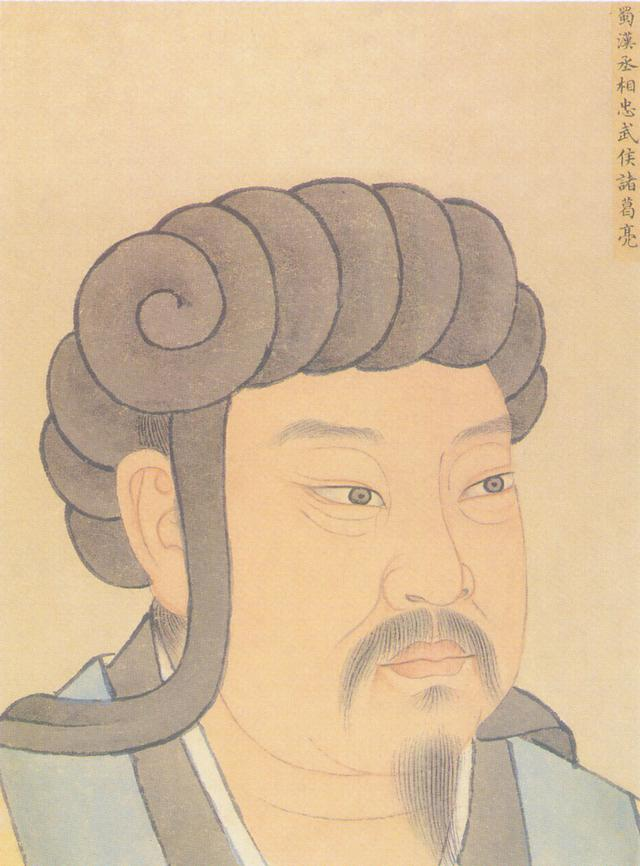
诸葛亮

  - 曹魏皇帝：魏明帝曹叡（226年－239年）
  - 吴王：孙权（222年－252年）
- 拓跋部 - 拓跋力微, 鲜卑大人（219年－277年）
- 小种鲜卑 - 轲比能, 鲜卑大人（190年－235年）[1]
- 日本- 神功皇后（攝政，200年－270年）
- 泰米尔哲罗王朝 - Yanaikat-sey Mantaran Cheral（201年－241年）
- 亚美尼亚- 梯里达底二世（英语：Tiridates II of Armenia）, 亚美尼亚王（217年－252年）
- 朝鲜半岛 (朝鲜三国)
  - 百济 - 仇首王, 百济王 （214年－234年）
  - 伽耶 - 居登王, 伽耶君主（199年－259年）
  - 高句丽 - 东川王, 高句丽王（227年－248年）
  - 新罗 - 奈解尼師今, 新罗王（196年－230年）
- 伊比利亚 - Vache, 伊比利亚国王（216年－234年）
- 贵霜帝国 - Kanishka II, 贵霜君主（c.226年－240年）
- 安息帝国 - 沃洛吉斯六世, 安息国王（c.208年－228年）
- 波斯萨珊王朝 – 阿尔达希尔一世, 波斯国王（224年－241年）

### 欧洲
- 罗马帝国（塞维鲁王朝）- 亚历山大·塞维鲁（222年－235年）

### 非洲
- 库施王朝 - 不知名国王，（225年－246年）

## 逝世
- 孟達，蜀漢將領，220年投降曹魏，227年末受諸葛亮拉攏發起新城之亂，不到一個月被司馬懿討平。
- 王雙，曹魏將領，被諸葛亮伏兵擊潰而戰死。
- 馬謖，蜀漢將領（190年出生）。
- 賈逵，曹魏重要軍事，政治人物，西晉開國功臣賈充之父（174年出生），石亭之戰後不久病逝。
- 曹休，曹魏將領，石亭之戰後不久發背疽而死。
- 駱統，東吳的大臣和將領（193年出生）。
- 呂範，東吳的大臣和將領。